# Nils Månsson i Skumparp

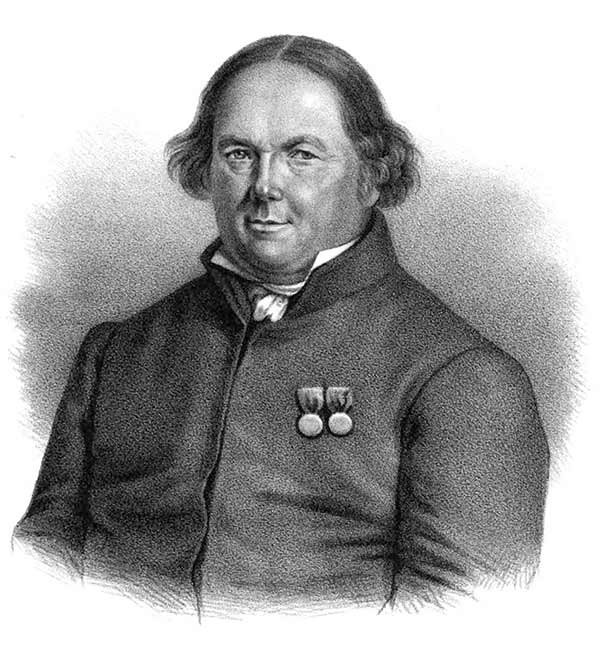
Nils Månsson.
Litografi av Johan Cardon efter teckning av Maria Röhl.

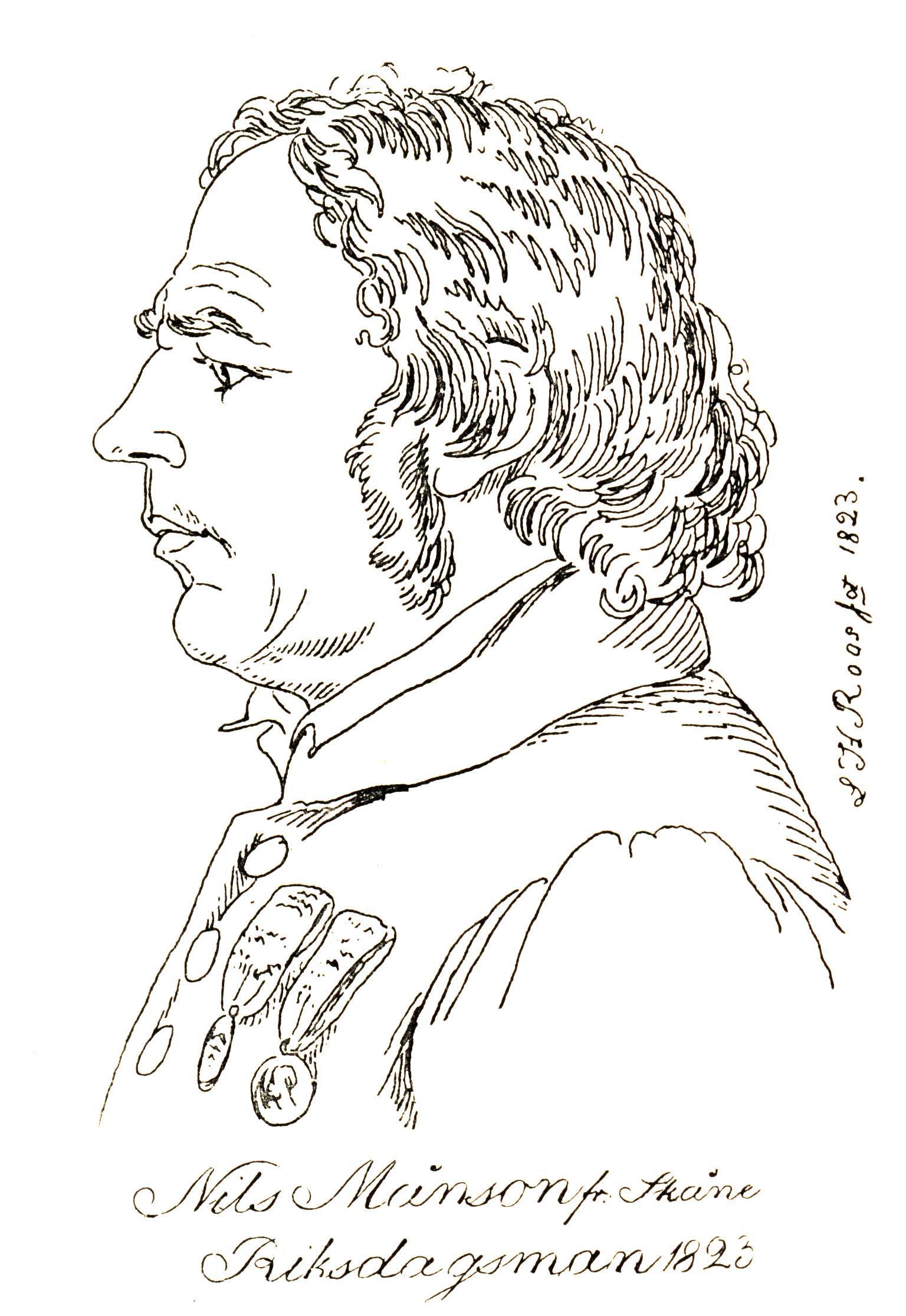
Nils Månsson.
Etsning av H.I. Roos 1823.

Nils Månsson i Skumparp, även kallad Ljusets Bonde eller mer folkligt Skumpen, född den 5 april 1776 i Starrarps by i Fränninge socken i Skåne, död den 25 juni 1837 i Skumparp, var en framstående riksdagsman i bondeståndet. Han var farfar till riksdagsmannen Nils Nilsson i Skärhus.

## Ungdomsåren
Fadern, bonden Måns Persson, var i små ekonomiska omständigheter. Detta berodde på att hans gård två gånger drabbats av eldsvåda och då brandförsäkringsväsendet inte var utbyggt i trakten, drabbades familjen svårt ekonomiskt. Nils fick en torftig skolundervisning i byskolan och kom snart ut för att tjäna dräng. Turen var dock med den unge mannen och han hamnade hos nämndemannen Olof Andersson i Sjököp i Långaröds församling. Olof tog hand om sin dräng och lärde honom på allvar skrivkonsten. När Olof Andersson utnämndes till fullmäktig för Färs och Frosta härader i Skåne vid riksdagen 1800 fick Nils Månsson en god insikt i riksdagsmannens arbete.
I april 1804 gifte sig drängen Nils Månsson med pigan Ingar Olsdotter i Östraby kyrka. Åtta barn föddes i äktenskapet. Två år senare bosatte sig paret för gott i det inköpta hemmanet Skumparp 6 i Frenninge (Fränninge). Efter detta fick mannen bära smeknamnet "Skumpen" eller "Skumpingen".

## Riksdagsmannen
Vid kronprins Karl Augusts hastiga död på försommaren 1810 inkallades riksdagen för nytt tronföljarval. Vid val av representant för Frosta och Färs härader kom Nils Månsson att erhålla 53 av totalt 125 röster vilket var fler än de andra kandidaterna fick. I bevarade brev kan man följa hans resa i juli till Örebro och det berömda riksdagsmötet vilket resulterade i Bernadotternas etablering i Sverige. Breven till hustrun fick dock läsas av annan – Ingar var varken läs- eller skrivkunnig.
Under Örebromötet fick Nils Månsson nära kontakt med Anders Danielsson från Västergötland, en av de främsta representanterna för bondeståndet i riksdagen. Vid riksdagen 1812 blev Nils invald i Allmänna besvärs- och ekonomiutskottet. Han blev också ledamot av opinionsnämnden och suppleant i statsrevisionen. Med dessa uppdrag började på allvar hans stora engagemang i Sveriges riksdag.
Riksdagen 1817–1818 blev den skånske bondemannens stora genombrott som en av riksdagens stora talesmän. Redan vid ankomsten till Stockholm fick han av kungen en guldmedalj för sitt nitiska arbete. Under denna riksdag stred emellertid bondeståndet under ledning av Nils Månsson i Skumparp, Anders Danielsson, Johan Longberg från Gästrikland, Johan Jakob Rutberg från Norrland med flera för att bli respekterat och inte hånat för sin påstådda enfaldiga inställning i olika frågor. Nu skapades det som kommit att kallas "bondeståndets självständighetsförklaring". Danielsson tackade Nils Månsson med orden: "... för det nit, varmed du på ett så utmärkt skickligt sätt omfattat varje fäderneslandets sak och därigenom bevarat vårt stånds både heder och självständighet."
1823 valdes Nils Månsson till ordningsman i bondeståndets klubb, ledamot av hemliga utskottet samt bondeståndets ombud, direktör, i riksbankens kontor i Malmö. Frågor som helt verkar ha dominerat honom var de som han själv formulerade som "rättvisa åt alla, lindring åt de förtryckta och jämvikt mellan samhällsklasserna".

## Kampen för tryckfriheten
Vid riksdagen 1828–1830 nådde Nils sin högsta politiska position i riksdagen. Kulmen nåddes den 26 februari 1829 vid debatten om den så kallade indragningsmakten. Kronprins Karl Johan hade 1812 drivit genom en endast tillfällig ändring i tryckfrihetslagen som gav regeringen makt att genast dra in en tidning som var "vådlig för allmän säkerhet". Denna förändring hade dock blivit bestående.
Vid riksdagen 1829 röstade borgarståndet för ett avskaffande av indragningsmakten. Prästståndet följde med en rösts övervikt samma ståndpunkt och på Riddarhuset var man också för ett avskaffande. För att få till stånd en lagförändring krävdes dock alla fyra ståndens samtycke. Tveksamheten var stor hos bönderna. Då steg Nils Månsson fram och höll sitt kanske mest berömda tal som handlade om kampen för tryckfriheten. I talet kom han in på det gudomliga ljuset:
"Guds första ord lydde: Varde ljus! Var det icke Skaparens tydliga mening att vi skulle leva i ljuset? Och hans enfödde son har sagt "Vandrer i ljuset, medan I haven ljuset, att mörkret icke må omfatta Eder."
Här lades grunden till Nils Månssons smeknamn: "Ljusets bonde". Detta tillnamn var dock endast använt i Stockholm, aldrig i hans hembygd.
För att sprida ljuset fordrades emellertid en fri press och från talarstolen kunde bondeståndet, och även den vid tillfället mycket talrika besöksskaran, höra Nils Månssons skickligt framställda sitt försvar för borttagandet av indragningsmakten. Många menade att om röstningen skett direkt efter talet hade förslaget vunnit. Debatten fortsatte emellertid och förslaget föll till sist med 64 röster mot och 44 för. Det märkliga inträffade några dagar senare då protokollet skulle justeras. 60 bonderepresentanter hade då lämnat in reservation mot beslutet.

## Kampen för skolväsendet
Trots nederlaget hade Nils Månsson vunnit en stor del av befolkningen och hans popularitet var omfattande. Nästa riksdag 1834–1835 blev dock hans sista politiska engagemang. Här talade han mycket om förbättring av skolundervisningen i landet. Hemkommen från riksdagen hade han med sig en stor summa pengar som insamlats av hans vänner i Stockholm. För dessa, och för pengar som Nils personligen skänkt, uppfördes ett skolhus i Frenninge. Skolan blev en centralskola för hela området. När biskopen vid sockenstämman tackade Nils för hans insatser blev svaret bara: "Jag har blott gjort min plikt!". När han fördes till graven 1837 följde en enorm folkmängd honom på vägen till den sista vilan i Frenninge kyrkogård.
1942 utgav Postverket två frimärken för att uppmärksamma 100 års-minnet av den svenska folkskolan. På märkena är Nils Månsson avbildad tillsammans med Torsten Rudenschöld. På hundraårsdagen efter hans bortgång restes en staty av honom i Frenninge, gjord av skulptören Anders Olsson.